# Catedral Metropolitana de Acapulco
La catedral de Acapulco, dedicada a Nuestra Señora de la Soledad, es la iglesia principal del puerto de Acapulco, Guerrero, ubicada en el centro de la ciudad, frente a la plaza Álvarez. Es la sede episcopal de la Arquidiócesis de Acapulco desde 1958.

## Descripción
Combina arquitectónicamente estilos que se amalgamaron durante y después de la construcción, ya que se pueden admirar detalles tanto de la arquitectura neocolonial, como del estilo morisco y bizantino, este último en la cúpula y las torres. El interior de la iglesia se encuentra decorado con azulejos y mosaicos dorados. Pertenece a la arquidiócesis de Acapulco.

## Historia
El espacio que ocupa el edificio ha estado destinado al culto público desde la creación de la Parroquia en 1555. A mediados de los años 1900, se emprendió una nueva construcción con base en un proyecto de Adamo Boari en 1904.  En 1909, aún en construcción, los terremotos de julio provocaron daños fatales en el edificio, por lo que se habilitó una cubierta con armadura de madera, misma que permaneció hasta 1938, año en que el paso de un huracán la destruyó.
A partir de 1940, se le encargó al arquitecto Federico Mariscal el diseño y reconstrucción de la parroquia, proceso que se vio concluido hasta ya entrada la década de los años 1950, transformándose la arquitectura del edificio de neocolonial con detalles románicos a una nueva con marcada influencia bizantina y morisco.